# Styloceras laurifolium
Styloceras laurifolium är en buxbomsväxtart som först beskrevs av Carl Ludwig von Willdenow, och fick sitt nu gällande namn av Carl Sigismund Kunth. Styloceras laurifolium ingår i släktet Styloceras och familjen buxbomsväxter. Inga underarter finns listade i Catalogue of Life.